# غريت ظفرنامه

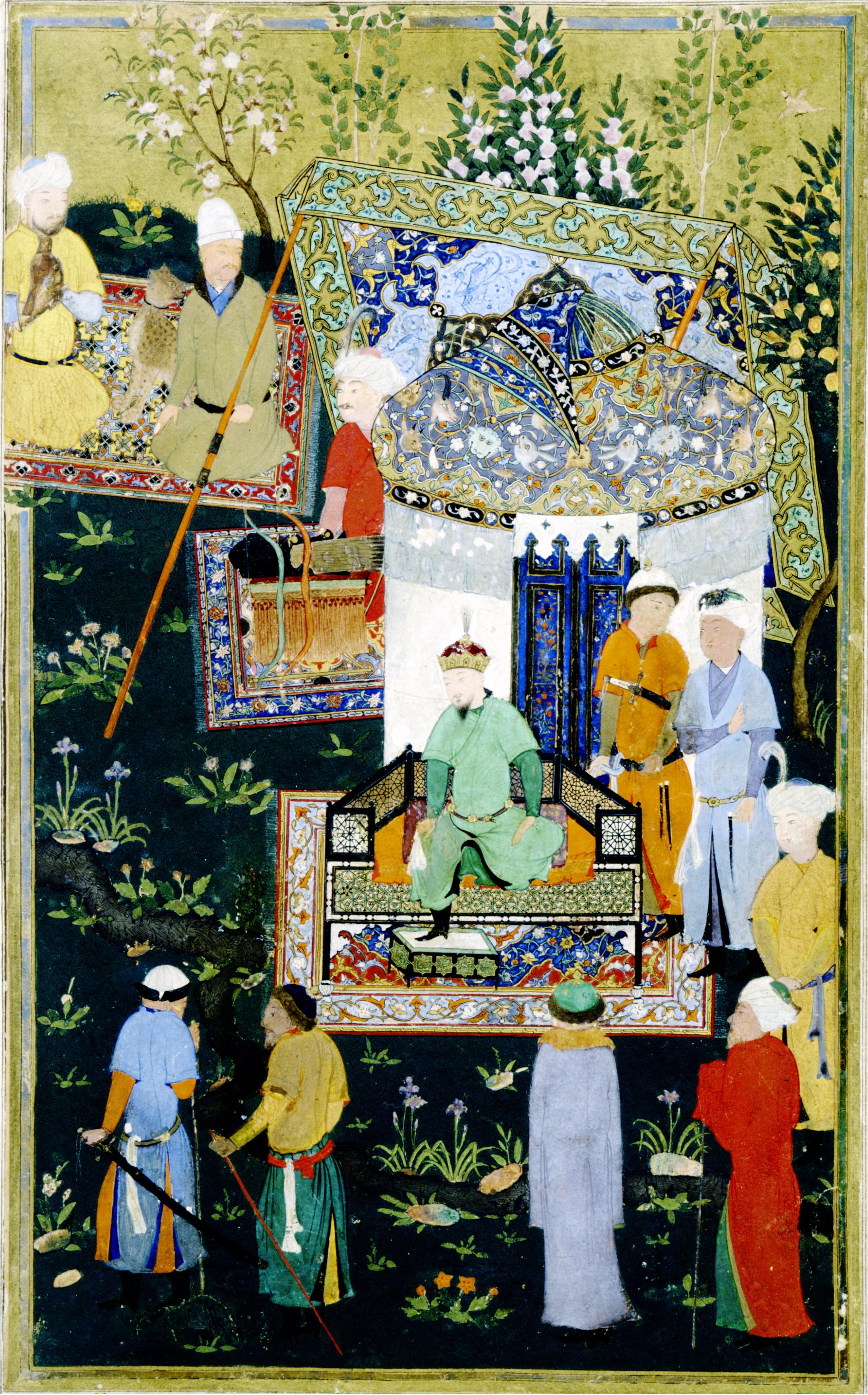
تيمور يستقبل جمهورًا بمناسبة توليه العرش سلفه، المنمنمة من كتاب غريت ظفرنامه

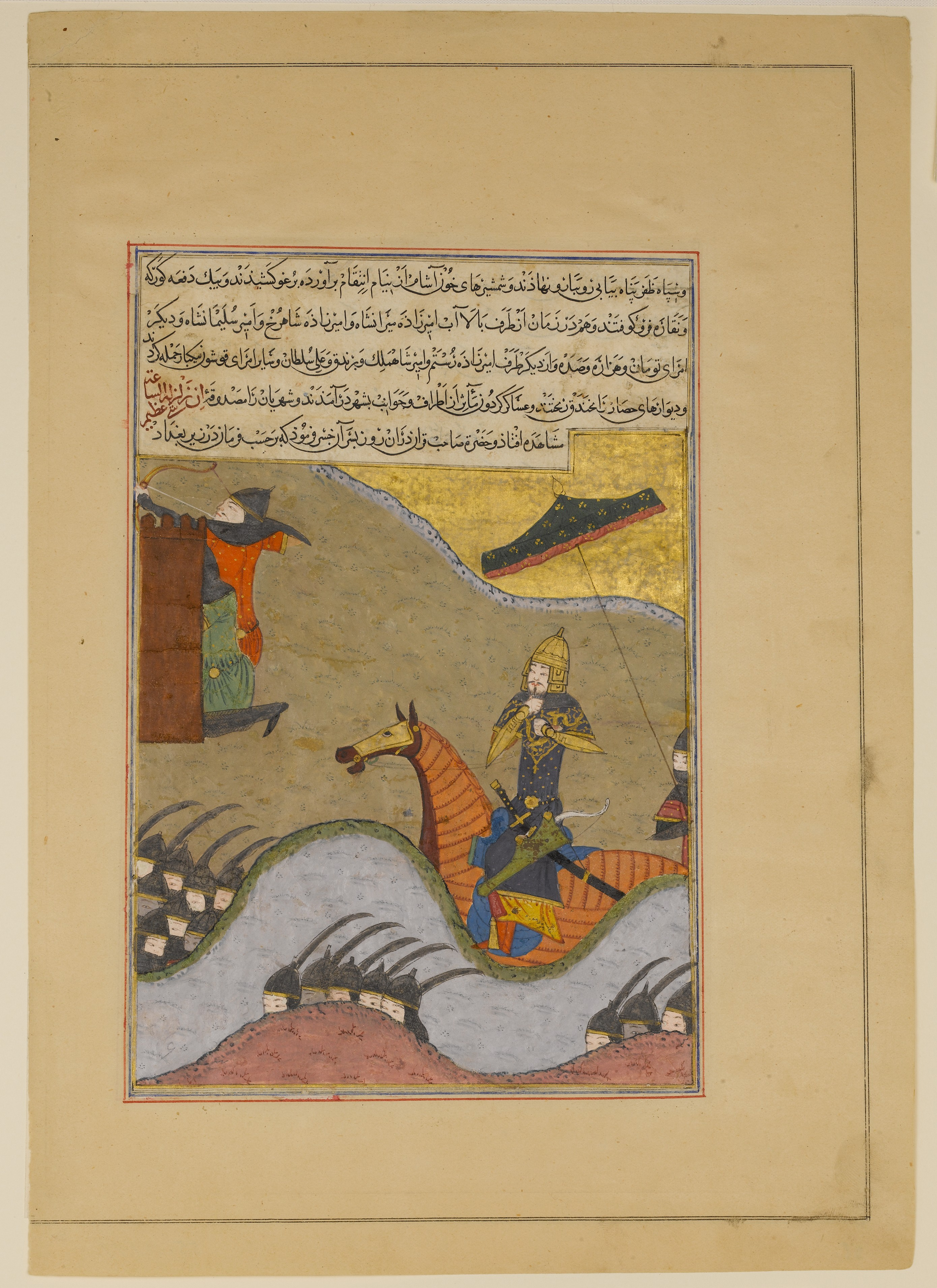
ورقة من مخطوطة سابقة لكتاب الظفرنامه (كتاب الانتصارات) بعنوان "فتح بغداد على يد تيمور": وهي نسخة لإبراهيم سلطان تعود لعام 1436 م

مخطوطة غريت ظفرنامه أو مخطوطة بالتيمور ظفرنامه أو مخطوطة ظفرنامه للسلطان حسين ميرزا هي مخطوطة مبكرة لكتاب ظفرنامه (كتاب الانتصارات) الفارسي لشرف الدين علي يزدي، وهي الآن في مكتبة جامعة جونز هوبكنز في بالتيمور، في ماريلاند، في الولايات المتحدة الأمريكية.
تحتوي المخطوطة على اثنتي عشرة منمنمة فارسية، في ستة صفحات مزدوجة، وقد صُنعَت حوالي عام 1467-1468 م، ربما في هرات. تنص بيانات النسخ على أن المخطوطة كانت من عمل "شير علي المتواضع"، الذي كان كاتبًا مشهورًا في عصره. كان يعتقد مؤلف نقش مغولي لاحق أن الرسوم التوضيحية الستة قد رسمها الفنان الشهير، كمال الدين بهزاد، وكانت المخطوطة واحدة من كنوز مكتبة سلطنة مغول الهند في عهد جهانجير. ومع ذلك، يعتبر العلماء المعاصرون هذا الإسناد غير مرجح؛ فمن غير المحتمل أن يكون بهزاد صغيرًا لمثل هذه المهمة المهمة في ذلك الوقت.
توجد عدة نسخ من مخطوطة ظفرنامه لتيمورلنك، ومع ذلك، من بين النسخ المكتوبة في القرن الخامس عشر، لم يتبق سوى ثلاث نسخ مصورة، وهي مخطوطة ظفرنامه لإبراهيم سلطان، ومخطوطة ظفرنامه غريت، ومخطوطة ظفرنامه تركي إسلامي. يمكن أن يُعزى تنوع نسخ مخطوطة ظفرنامه إلى التنوع الكبير في الرعاة الذين كُلِّفُوا بإنتاج هذه المخطوطة. كان لكل راعٍ أذواق وأهداف شخصية مختلفة لنسخته من مخطوطة ظفرنامه، مما أثر على اختيارات الرسوم التوضيحية والتصميم التي نفذها الفنانون الذين اختاروهم.

## الخلفية
كتاب "الظفرنامه"، الذي يُترجم إلى "كتاب الانتصارات"، هو كتاب مديح كتبه شرف الدين علي يزدي بعد حوالي عقدين من وفاة موضوعه الرئيس تيمورلنك، الفاتح التركي المغولي لبلاد الفُرس والعرب. وقد كلف إبراهيم سلطان حفيد تيمورلنك، بين عامي 1424 و1428 بتأليفه، ولا يزال أحد أشهر مصادر حياة تيمورلنك. كُتب النص باستخدام ملاحظات دوّنها كتبة وكتاب سرّ تيمورلنك الملكيون، مما يُشير إلى أن تاريخ الكتاب كان مبنيًا على اختيار دقيق ومُختار للحقائق.

## المؤلف
كان شرف الدين علي يزدي عالمًا في القرن الخامس عشر ألف العديد من الأعمال في الفنون والعلوم، بما في ذلك الرياضيات وعلم الفلك والألغاز والأدب مثل الشعر والتاريخ، وكان كتاب ظفرنامه أشهر أعماله (539). وُلد في مدينة يزد الثرية بإيران في سبعينيات القرن الرابع عشر. وقد كرّس جزءًا كبيرًا من حياته للعلم، وواصل تعليمه في الشام ومصر حتى وفاة تيمور في عام 1405 (1،19). أُمر يزدي بكتابة سيرة ذاتية لتيمور في عام 1421 م تُعرف باسم ظفرنامه، وأكملها بعد أربع سنوات في عام 1425. وكان حفيد تيمور السلطان أبو الفتح إبراهيم ميرزا راعيًا أثناء إكمال سيرة والده (منفرد 539).

## الرسوم التوضيحية
يتضمن ظفرنامه السلطان حسين ستة رسوم توضيحية مزدوجة الصفحة تتوافق مع النص، أي ما يعادل اثنتي عشرة منمنمة (سيمز، 180-1). تتكون الأزواج من أربعة مشاهد معركة، ومشهد واحد لجمهور البلاط، ومشهد واحد يصور بناء مسجد. (ناطف، 213). وعلى الرغم من وجود مناقشات حول ما إذا كانت المنمنمات قد رُسمت أثناء أو بعد اكتمال النص، فمن الواضح أنه قد تُرك مساحة لإضافة المنمنمات في هذه النقاط المحددة، مع استمرار النص حول الإطار المحدد للرسم التوضيحي (سيمز، 180-1). إن تنسيق الصفحة المزدوجة للرسوم التوضيحية هو قرار فني فريد من نوعه، حيث كانت معظم صفحات الرسوم التوضيحية المزدوجة في هذه الفترة تُستخدم فقط للصفحات الأمامية (ناطف، 225). تُستخدم نظريتان لتفسير هذا التضمين المتباين. يعتقد البعض أن تصميم ظفرنامة اليزدي مستوحى من ظفرنامة إبراهيم سلطان (1436 ظفرنامة) التي كانت تحتوي على خمسة تركيبات من صفحة مزدوجة، على الرغم من أن ظفرنامة إبراهيم سلطان توضح تسلسلًا سرديًا مع إضافة منمنمات أصغر. (ناطف، 25). يقترح توماس لينتز أن اللوحات الجدارية التي زينت قصور النخبة التيمورية ربما كانت أيضًا مؤثرة على تنسيق الصفحة المزدوجة هذا، مما ألهم الفنان لنسخ هذا الأسلوب على صفحات المخطوطة. بالإضافة إلى التنسيق، فإن المنمنمات نفسها مهمة أيضًا مقارنة برسوم المخطوطات السابقة. الرسوم التوضيحية ملونة بألوان زاهية وتعرض تركيبات أصلية تكشف عن عمق العاطفة و"الواقع النفسي الذي يربط الشخصيات ببعضها البعض" (سيمز، 281). وبالتالي، تبرز ظفرنامi السلطان حسين كواحدة من أعظم النصوص المصورة في العصر التيموري.

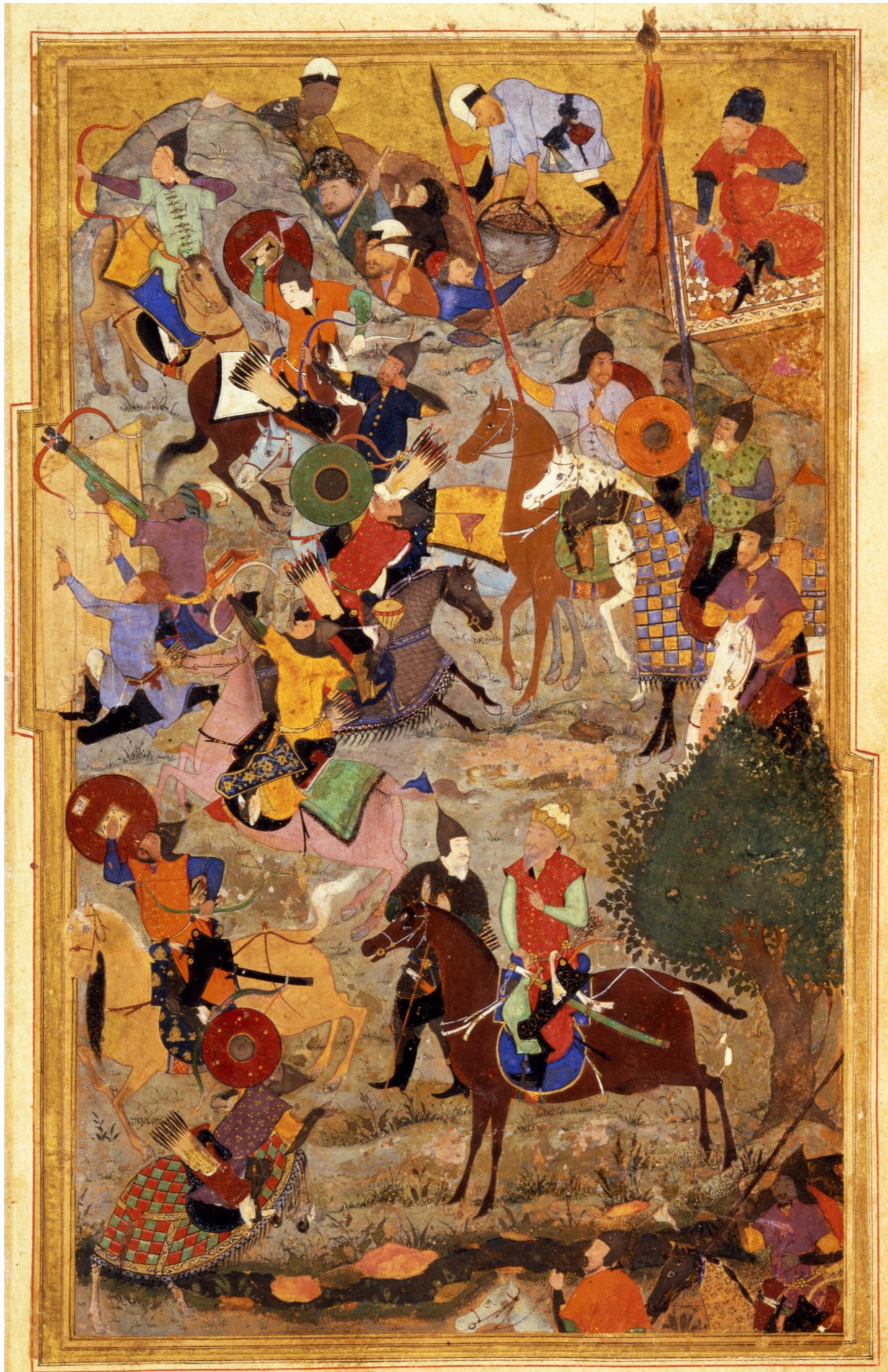
الهجوم على حصن فرسان القديس يوحنا في سميرنا
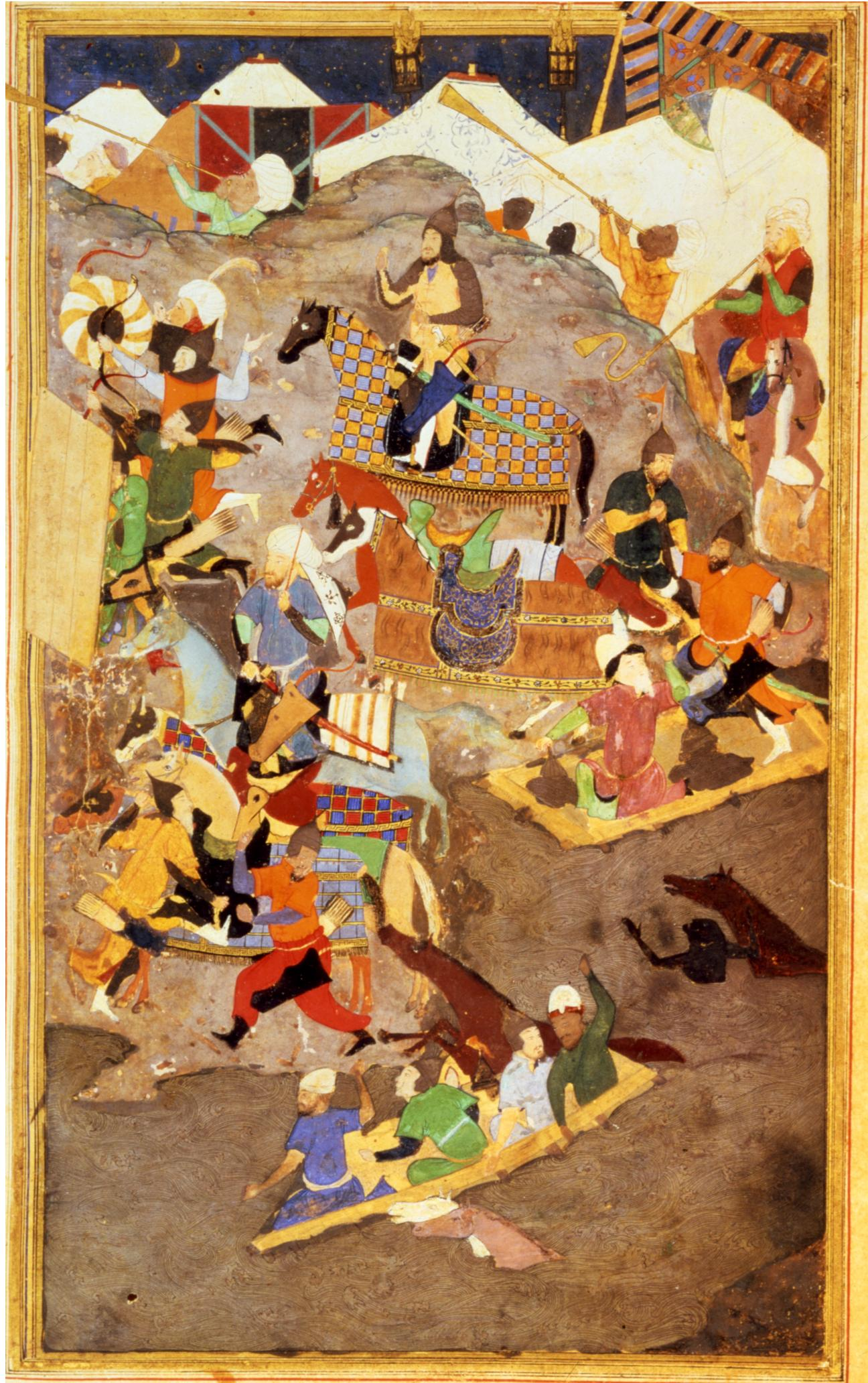
معركة على نهر أوكسوس
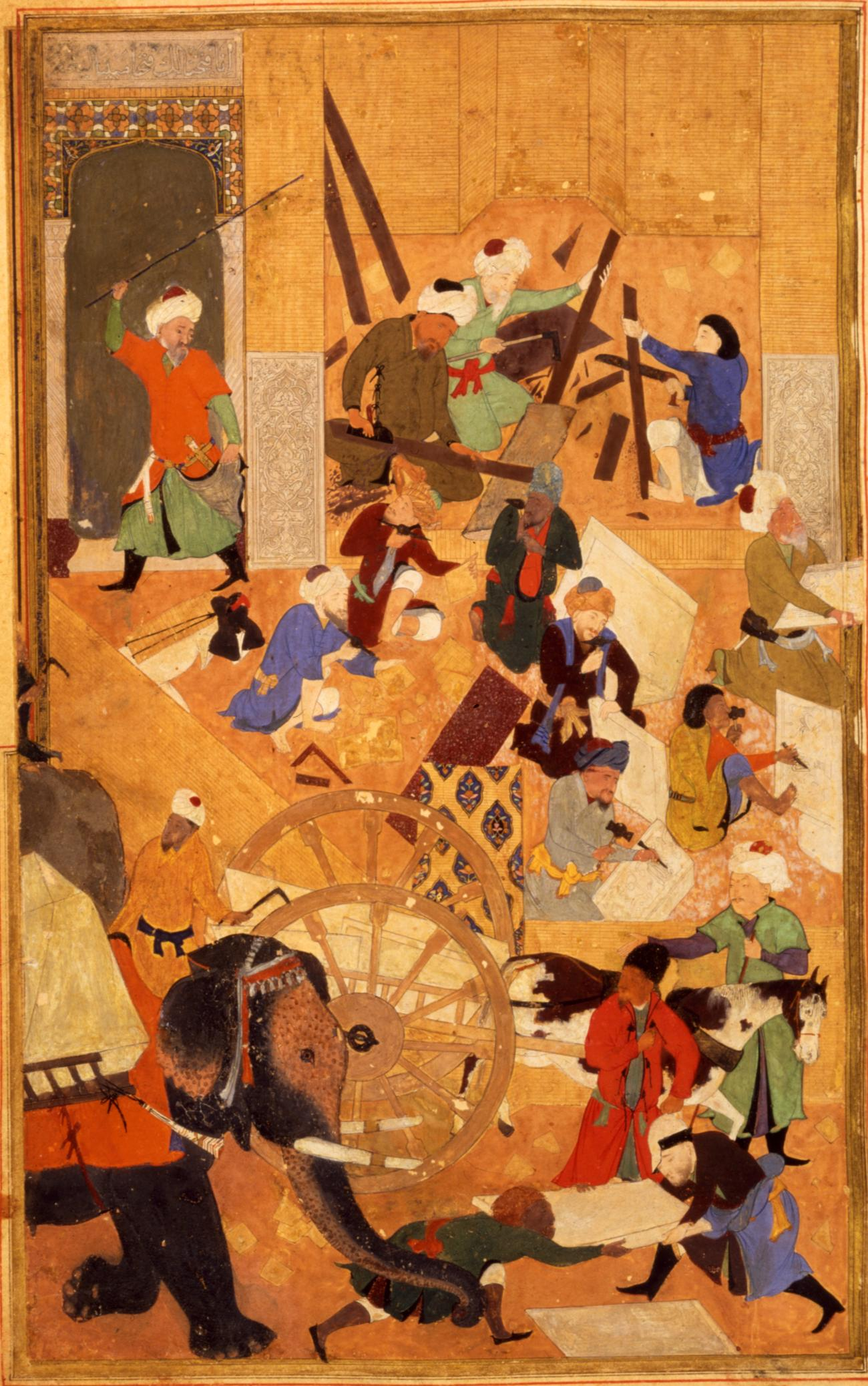
بناء المسجد الكبير في سمرقند (يسار)
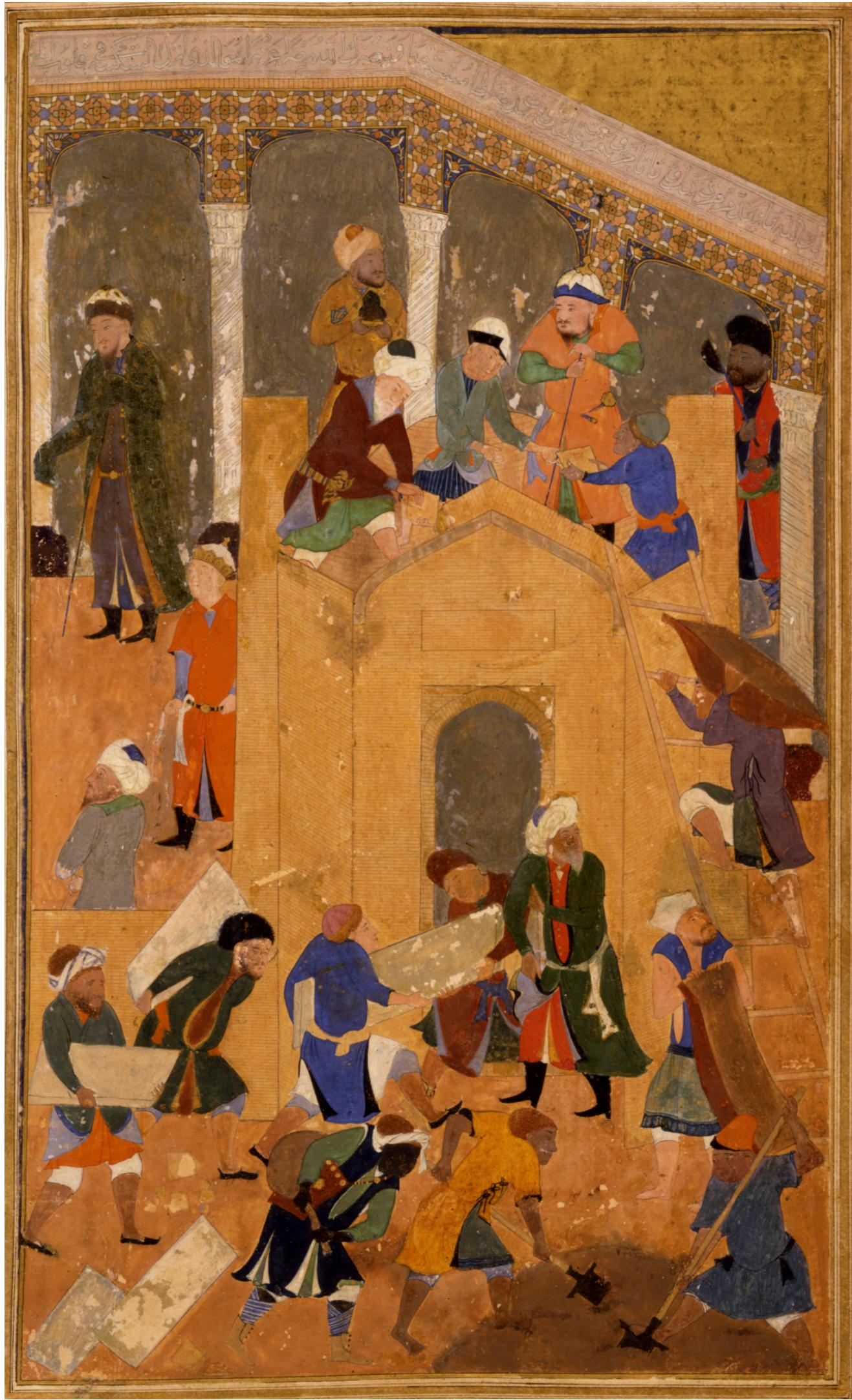
بناء المسجد الكبير في سمرقند (يمين)

## تفصيل اللوحات
تتنوع الرسوم التوضيحية في كتاب "ظفرنامه" للسلطان حسين بين صور تيمورلنك نفسه وعمر شيخ، ابنه الثاني. يحمل الرسم التوضيحي الأول عنوان "تيمورلنك يستقبل جمهورًا في بلخ بمناسبة توليه خلافة سلالة خانات جاغاتاي في ١٢ رمضان 771 هـ [يُوافق نيسان 1370 م]"، ويُصوَّر تيمورلنك في وسط الصفحة، تحت خيمة، وهو يُتوّج في فصل الربيع، وهي ترجمة شبه مطابقة للنص (سيمز، ٢٣٧). وعلى النقيض من مشاهد التتويج المصورة الأخرى، لا توجد صور لراقصين أو موسيقيين أو احتفالات، حيث زعم سيمز أن هذا تم لضمان أن تنقل الصورة "المعنى النصي الدقيق للمناسبة المهيبة التي توضحها" (سيمز، 245). تقدم لنا هذه الصورة الأولى أيضًا الشخصية الرئيسة تيمور، الذي يمكن التعرف عليه في الصور اللاحقة من خلال موقعه المركزي في التركيبة وردائه الأخضر. إن عزلة البطل في مساحة فارغة هي سمة متكررة في المخطوطة (ناطف، 214).
الصفحة الثانية بعنوان "جيش تيمور بقيادة عمر شيخ يهاجم جرجانية/خيوة في ربيع عام 781 هـ [الموافق 1379 م]"، والتي تُظهر الابن الثاني لتيمور وهو يهاجم قلعة العدو. كان عمر شيخ الجد الأكبر للسلطان حسين، الراعي، ومن خلال تضمينه في الرسوم التوضيحية كبطل عسكري، فإنه يربط نفسه بشكل أوثق بشجاعة تيمور (سيمز، 283-4). هذه الحلقة هي مرة أخرى ترجمة حرفية للغاية للنص المتعلق بها. التركيبة متحركة وتسعى إلى إظهار كل من الخيول والرجال في مجموعة متنوعة من المواقف وهم يقاتلون بنشاط للاستيلاء على القلعة (ناطف، 215). قال الخبراء أيضًا إن هذه الصفحة تجمع بين اتفاقيات القرن الخامس عشر والسمات الأصلية في تصوير التركيبة والتفاصيل، ومع ذلك فإنها لا تزال تخلق لوحة أصلية (ناطف، 215).
تُظهر الورقة التالية مشهد معركة تحت عنوان "عمر شيخ يُفاجئ أنكَاتورا بهجومٍ ليلي على نهر سيحون عام 790هـ/1388م"، حيث تتقارب جيوشان فوق نهر في الليل. وعلى خلاف الصورتين السابقتين، فإن هذه اللوحة تتسم بالغموض، سواء من حيث التكوين أو المعنى (سيمز، ص. 260). ولا تتطابق هذه الرسمة مع ما ورد في النص، إذ يذكر النص أن جيش أنكَاتورا هو من فاجأ التيموريين بعبوره النهر، بينما تُظهر الرسمة العكس تمامًا (ناطف، ص. 217). وإلى جانب هذا التناقض، فإن التكوين البصري نفسه يثير الحيرة، إذ يصعب تمييز العدو والشخصيات الرئيسية في اللوحة، مما يشكل تباينًا واضحًا مع البنية الواضحة والمنظمة في الصور السابقة. ولهذا السبب ترى سيمز أن "هذه اللوحة ينبغي تقييمها بناءً على قيمتها الشكلية العالية في حد ذاتها، بعيدًا عن كونها تصويرًا لحدث تاريخي بعينه" (سيمز، ص. 260).
الصورة التالية، التي تحمل عنوان "جيش تيمور يهاجم الناجين من مدينة نَركَس في جورجيا، في ربيع سنة 798هـ/1396م"، تُعد أول تصوير معروف لهذا الحدث بعينه في الرسم الفارسي (ناطف، ص. 217). تُظهر اللوحة جنود التيموريين وهم يُنزلون في سلال على جانب الجرف الصخري، ليهاجموا الجورجيين المختبئين في كهوف محفورة داخل الصخور. ويتميز تكوين هذه اللوحة بحرية وانسيابية أكبر مقارنةً بالصور السابقة، حيث يتولد إيقاع بصري من خلال الأشكال العضوية للفرسان على ظهور الخيل، ومنحنيات واجهة الجرف (ناطف، ص. 218). ومن التفسيرات المحتملة لهذا الأسلوب الحر في التكوين أن النص لم يتضمن سوى القليل من العناصر الوصفية، مما أتاح للفنان حرية كاملة في تصوير المشهد كما يشاء (سيمز، ص. 261). ويرى بعض الباحثين أن سبب اختيار هذا المشهد لتصويره يعود إلى "إمكاناته الجمالية التصويرية"، بالإضافة إلى رسالته الدعائية التي تُبرز غزو عدو أجنبي (سيمز، ص. 264).
الصورة التالية تخرج عن مشاهد المعارك، وتعرض بدلًا من ذلك مشهدًا بعنوان: "بناء الجامع الكبير (جامع الجمعة) في سمرقند، الذي بدأ في 14 رمضان سنة 801هـ/20 مايو 1399م". وتتوافق هذه الرسمة بشكل شبه كامل مع النص المرتبط بها. ومن السمات اللافتة في هذه الصورة أن موضعها داخل المخطوطة يأتي في منتصف بيت شعري يصف الجامع بعد اكتماله، في حين أن اللوحة تُصوّر عملية البناء لا نتيجتها (ناطف، ص. 218). ومع ذلك، فإن مشهد البناء نفسه مستمدّ بالكامل من الوصف الكتابي الموجود في النص (ناطف، ص. 218). وعلى الرغم من أن هذه الصورة تختلف عن مشاهد المعارك السابقة في كونها لا تحتوي على شخصية بطولية، فإن موضوع بناء مسجد يُعد بحد ذاته فعلًا بطوليًا، كونه من الواجبات الأساسية للحاكم المسلم، وهو أحد المواضيع الرئيسة التي يعالجها النص (سيمز، ص. 272).
أخيرًا، تُصوّر اللوحة الأخيرة مشهد معركة بعنوان: "تيمور وجيشه يقتحمون قلعة القديس يوحنا في إزمير يوم 6 جمادى الأولى سنة 805هـ/2 ديسمبر 1402م". وكما هو الحال مع لوحة الهجوم على الجورجيين، يمكن اعتبار هذا المشهد أيضًا إدراجًا ذا طابع دعائي، لكنه هذه المرة يُظهر معركة ضد قوة مسيحية (ناطف، ص. 221). تتكرر في النص المصاحب لهذه الصورة لفظة "الجهاد" عدة مرات، ويُقدَّم الملك المسلم في هذه اللوحة بوصفه قائدًا لا يقاتل فقط لتوسيع نفوذه، بل يفعل ذلك أيضًا بدوافع دينية. وتتبع الصورة النص بشكل مباشر، كما أنها تتضمن العديد من العناصر التركيبية التي ظهرت في مشاهد المعارك السابقة (ناطف، ص. 221). وتصف سيمز هذه اللوحة بأنها الأكثر "فعالية"، إذ تتميز بتركيبة بصرية واضحة ومعقدة في آنٍ واحد، وتحقق توازنًا جماليًا يجعلها أفضل مشهد معركة في ظفرنامه السلطان حسين (سيمز، ص. 276).
يمكن العثور على الأمثلة من خلال الاطلاع على أطروحة إليانور سيم ومقالة ميكا ناتيف، وكلاهما موجود في المراجع أدناه.

## وظيفة اللوحات
تتميّز الرسومات في ظفرنامه السلطان حسين بفرادتها، إذ إن غالبية الموضوعات المصوّرة فيها لم تكن قد ظهرت من قَبْل في الرسم الفارسي قبل إنتاج هذه النسخة من النص (سيمز، ص. 286). ومن المعروف أن لوحات مثل "الهجوم الليلي على أنكَاتورا"، و"هزيمة الجورجيين"، و"بناء الجامع الكبير في سمرقند" لا تمتلك سوابق فنية سابقة، رغم أنها أصبحت لاحقًا مصدر إلهام للنسخ المستقبلية من الظفرنامه (سيمز، ص. 286). وبناءً على ذلك، فقد كانت رسومات ظفرنامه السلطان حسين ذات أهمية بالغة، لأنها كانت تؤدي دورًا توضيحيًا أساسيًا لنصٍّ لم يكن معروفًا على نطاق واسع، باستثناء نسخة سابقة واحدة فقط (ناطف، ص. 226–227). وهذا يفتح باب التساؤل أكثر حول سبب اختيار السلطان حسين — أو الفنان — لهذه المشاهد بالذات لتصويرها، وماذا كان يقصد من خلال التركيز على هذه القصص دون غيرها.
يرتبط ظفرنامه السلطان حسين ارتباطًا وثيقًا بالتاريخ الشخصي للراعي الذي أمر بإنشائه. ففي الوقت الذي أُنتج فيه هذا العمل، كان السلطان حسين منشغلًا بمحاولة السيطرة على مدينة هراة، وقد أمر بإعداد نسخة من الظفرنامه خصيصًا له، بهدف "استباق النصر الكبير الذي كان يأمل أن يُتوّج جهوده الطويلة والشاقة" (سيمز، ص. 349). وتعكس مشاهد المعارك، وبناء المسجد، ومشهد التتويج، جميعها الأهداف التي كان يطمح السلطان إلى تحقيقها، والتي تحققت لاحقًا فعلاً من خلال فتح هراة. ويرى الباحثان لينتز ولوري أن ظفرنامه الذي ألّفه يزدي لم يكن مجرد سجل تاريخي، بل أداة فعالة للرعاية السياسية، تهدف إلى مواصلة نشر أيديولوجيا التيموريين وترسيخ شرعيتهم، حتى بعد زوال دولتهم (ناطف، ص. 222). ومع ذلك، فإن ظفرنامه السلطان حسين هو مخطوط صغير الحجم، صُمِّم للعرض الفردي، وكان موجّهًا فقط للسلطان وحاشيته، مما يجعله من الناحية العملية منتجًا محدود التأثير من حيث الرعاية العامة (ناطف، ص. 222). ومع هذا، ينجح ظفرنامه السلطان حسين في أن يكون نصًا يُمجّد سلالة حاكمة، ويُبرز مكانة الحاكم، ودوره الديني والسياسي، باعتباره رمزًا للسلطة والواجب.

## تأليف اللوحات
من النقاط الخلافية البارزة حول رسومات ظفرنامه السلطان حسين مسألة مَن هو الفنان الذي نفّذ هذه الصور التي زُيِّن بها المخطوط من الداخل. وقد نُسبت هذه الرسومات في البداية إلى الرسّام الكبير بهزاد، غير أن توقيت تنفيذ الرسوم يُثير تساؤلات حول مدى صحة هذه النسبة، إذ إن بهزاد – بحسب التقديرات الزمنية – كان لا يزال شابًا في مقتبل العمر حينها، ولم يكن قد بلغ بعد مكانته الفنية المرموقة. يعتقد بعض الباحثين أن الرسومات أُنجزت في وقتٍ متزامن مع فتح هراة عام 873هـ، لكن من غير المرجّح أن يُعهد بمهمة فنية بهذه الأهمية إلى فنان شاب يتراوح عمره بين الثالثة عشرة والثالثة والعشرين، كما كان بهزاد حينذاك (ناطف، ص. 222). من جهة أخرى، يرى البعض أن ما يُميز هذه الرسومات من "حيوية شبابية" و"غياب الأسلوب المتكلَّف أو المستهلك"، إنما يدلّ على يدٍ شابة قد تكون يد بهزاد نفسه. كما أن وجود تعبيرات عاطفية وتفاعل نفسي بين الشخصيات المصوَّرة، إلى جانب تنوّع الشخصيات في المشاهد، تُعد من السمات المميزة لأسلوب بهزاد، ويُستند إليها في الدفاع عن نسب هذه الرسوم إليه (سيمز، ص. 374). كما يتّضح من تحليل أعمال بهزاد لاحقًا أنه كان مطّلعًا على ظفرنامه الذي ألّفه يزدي، إذ "يتفاعل مع هذه الرسومات ويتّصل بها في عدد من أعماله"، لكن السؤال الذي لا يزال مطروحًا هو: هل شارك بهزاد فعليًا في تنفيذها، أم أنه كان فقط على دراية بها دون أن يكون أحد المساهمين في إنجازها (ناطف، ص. 223).
رغم أن الغرض الأصلي من هذه الرسومات لا يزال موضع جدل بين الباحثين، فإن أهميتها تحظى باعتراف واسع. ووفقًا لما تذكره سيمز، فمن المرجح أن هذه الصور قد صُمِّمت في الأساس كدعاية سياسية تهدف إلى رفع مكانة السلطان حسين وتعزيز تحالفاته. إلا أن عددًا من الباحثين المعاصرين يرون أيضًا أن لهذه الرسومات قيمة فنية أصيلة في ذاتها، ويمكن تقديرها بوصفها أعمالًا فنية مستقلة، تحمل دلائل تُشير إلى أن من نفّذها كان رسّامًا بارعًا من طراز رفيع.

## طالع أيضًا
- طوزك بابري
- طوزك جهانجيري

## روابط خارجية
- النسخة الإنجليزية لعام 1723 من ترجمة فرانسوا بيتيس دي لا كروا في أرشيف الإنترنت : المجلدان 1 و2